# Ділове спілкування
Ділове спілкування — це спілкування, яке просуває продукт, послугу або організацію; передає інформацію в межах бізнесу; або функціонує як офіційна заява компанії.

## Огляд
Ділове спілкування (або просто «комунікація», в бізнес-контексті) включає в себе такі теми: маркетинг, бренд-менеджмент, відносини з клієнтами, поведінка споживачів, реклама, зв'язки з громадськістю, корпоративне спілкування, залучення населення, управління репутацією, міжособистісне спілкування, залучення співробітників та керування подіями. Це тісно пов'язане зі сферою професійної комунікації та технічної комунікації.
Медіа-канали для бізнес-комунікацій включають інтернет, друковані засоби масової інформації, радіо, телебачення, довкілля, і передача інформації «з уст в уста».
Ділове спілкування може також відноситися до внутрішнього спілкування. Найважливіше те, щоб внутрішнє спілкування керувалося належним чином, тому що погано створене або кероване повідомлення може викликати недовіру і ворожість з боку співробітників.
Ділове спілкування є загальною темою, занесеною до навчальної програми магістра ділового адміністрування (МДА) багатьох університетів. Крім того, багато коледжів та вищих навчальних закладів пропонують освітньо-кваліфікаційний рівень у сфері комунікації.
Є декілька методів ділового спілкування, в тому числі:
- веб-комунікація — для кращого і більш досконалого спілкування, в будь-який час та будь-де;
- відеозв'язок, який дозволяє людям в різних місцях проводити інтерактивні наради;
- електронні повідомлення, які забезпечують миттєве письмове спілкування по всьому світі;
- звіти — займають важливе місце в документуванні будь-якого відділу;
- презентації — найпопулярніший спосіб спілкування для всіх типів діяльності, як правило, з участю аудіовізуальних матеріалів, таких як копії доповідей або матеріалів, підготовлених в Microsoft PowerPoint або Adobe Flash;
- телефонні наради, які дозволяють спілкування на відстані;
- форуми, які дозволяють людям миттєво розміщувати інформацію в централізованому місці;

Ділове спілкування дещо відрізняється і є унікальним у порівнянні з іншими видами комунікацій; мета якого — бізнес, аби заробити гроші. Таким чином, для розробки рентабельності, комунікатор повинен розвивати гарні навички спілкування.

## Види ділового спілкування
- Вербальне — один із видів спілкування, який включає в себе використання слів.
- Невербальне — спосіб спілкування, який переважно використовує мову тіла та інші фізичні жести як засіб спілкування.
- Письмове — вид спілкування, який включає в себе тільки письмові форми.
- Робоче — спосіб спілкування, що особливо часто застосовується під час прийому на роботу.
- Електронне — сучасний спосіб спілкування, який включає електронні та новітні технології для спілкування, такі як телеконференції, електронні повідомлення і т. д.
- Командне — одна з форм спілкування, яка проявляється в командній роботі та співпраці.

## Бар'єри для ділового спілкування
- 1. Складні повідомлення. Використання складних технічних термінів може призвести до відсутності спілкування. Щоб запобігти цьому, потрібно використовувати чіткі та короткі повідомлення, які легко зрозуміти.
- 2. Приховування інформації. В організаціях більша частина інформації є конфіденційною у зв'язку з політикою компанії. Переконайтеся, що необхідна інформація є легкодоступною.
- 3. Різні позиції. Управління повинне тримати співробітників в курсі та підтримувати зворотний зв'язок.
- 4. Неефективні процеси комунікації. Підтримка ієрархії в організації є необхідною, але це може зменшити потік комунікації. Тому дуже важливо зменшувати ієрархічну структуру і підвищувати взаємодію та спілкування.
- 5. Відсутність довіри. Найбільш важливим фактором відсутності спілкування в організації є конкуренція, яка призводить до відсутності довіри між співробітниками. Обмінюйтеся інформацією, спілкуйтеся відкрито і чесно, залучайте інших під час прийняття рішень.
- 6. Мовний бар'єр. Мовний бар'єр є ще одним важливим фактором ділового спілкування. Якщо спілкування відбувається без розуміння мови одне одного, тоді воно того не варте.